# Teatr Nikoli
Teatr Nikoli – teatr pantomimy, założony w 1990 w Kijowie przez Mikołaja Wiepriewa. 

## Historia
Założycielem teatru i reżyserem jego spektakli jest Mikołaj Wiepriew, absolwent Kijowskiej Miejskiej Akademii Cyrku i Sztuki Teatralnej. W latach 1990–2001 występował pod nazwą „Biały Klaun”. W Polsce działa od 1992 roku. Wielokrotnie występował na Międzynarodowym Festiwalu Teatrów Ulicznych w Jeleniej Górze. Brał także udział w takich festiwalach teatralnych jak: Stocton on Tees (Wielka Brytania – 1995), Feast Of Fools (Holandia – 1996), Międzynarodowy Festiwal Nowych Teatrów w Petersburgu (Rosja – 1997), Pflasterspektakel (Austria), Festiwal Vinte E Sete (Portugalia – 2009), Międzynarodowy Festiwal Teatralny „Butrinti 2000" (Albania – 2010), a także w innych wydarzeniach kulturalnych (Międzynarodowy projekt Statek Komediantów, podczas uroczystości 300-lecia Petersburga – 2003, Międzynarodowy projekt kulturalny w ramach Ramadanu w Ad-Dauha – 2005).
W latach 1990–1993 współpracował z krakowskimi teatrami STU i KTO (podczas artystycznych działań w 1993 roku w San José). Wspólnie z polsko-francuską Fundacją EquiLibre był pomysłodawcą i realizatorem projektu Terapia przez śmiech (1992-2002), prezentowanego w Polsce, Francji, Macedonii, Palestynie i Azerbejdżanie.

## Obecny skład zespołu
- Mikołaj Wiepriew – reżyser, aktor
- Dominika Jucha – aktorka
- Yana Zrazhevskaya – aktorka
- Iryna Afanasjewa – aktorka
- Sabina Drąg – aktorka

## Nagrody
- 2005: Konkurs Teatrów Ogródkowych w Warszawie (I nagroda i nagroda publiczności dla Dominiki Juchy za spektakl Maruczella)
- 2008: IX Ogólnopolski Festiwal Teatrów Niezależnych w Ostrowie Wielkopolskim (Nagroda główna za spektakl Lolita Dolly)
- 2011: VI Ogólnopolski Festiwal Teatrów Ogródkowych w Częstochowie (Nagroda główna za spektakl Uśmiech kobiety)
- 2011: IV Będzińskie Spotkania Teatralne (Nagrody aktorskie dla Dominiki Juchy i Sabiny Drąg za role w spektaklu Uśmiech kobiety)
- 2011: Międzynarodowy Festiwal „Comediada” w Odessie (Nagroda specjalna gubernatora Odessy dla Teatru Nikoli)
- 2012/2013: W plebiscycie krytyków teatralnych miesięcznika Teatr
- 2013 (15.06): Prezydent Miasta Krakowa (Odznaka „Honoris Gratia” miasta Krakowa dla Mikołaja Wiepriewa)
- 2016: XVIII Festiwalu Sztuki Teatralnej w Rybniku (Nagroda aktorska dla Dominiki Juchy za rolę w spektaklu Stary gołębnik)

## Działalność Mikołaja Wiepriewa poza Teatrem Nikoli (do 2001 pod nazwą „Biały Klaun”)
Mikołaj Wiepriew był wykładowcą pantomimy w Kijowskiej Miejskiej Akademii Cyrku i Sztuki Teatralnej (w latach 1985-1987) i wykładowcą w Kijowskim Narodowym Uniwersytecie Teatru, Kina i Telewizji im. Iwana Karpenki-Karego (w latach 1987-1989).